# نصف‌النهار ۵۰ درجه غربی
نصف‌النهار ۵۰ درجه غربی ۵۰مین نصف‌النهار غربی از گرینویچ است که از لحاظ زمانی ۳ساعت و ۲۰دقیقه با گرینویچ اختلاف زمانی دارد.
این نصف‌النهار از قطب شمال شروع و از مناطق زیر گذشته و به قطب جنوب ختم می‌شود.
- گرینلند
- اقیانوس اطلس
- آمریکای لاتین